# Екатерина (проток)
Вижте пояснителната страница за други значения на Екатерина.
Екатерина е проток в Тихи океан, отделящ островите Кунашир на юг от Итуруп на север. Свързва Охотско море и Тихи океан. Това е един от големите проливи в Курилската верига.
Дължината му е около 15 km, минималната ширина е 21 km, а максималната дълбочина е над 400 m. Брегът е стръмен и скалист.
В протока се вливат множество рекички и поточета най-големите от които са Филюшина и Непрец. По северното и южното крайбрежие има множество подводни и надводни скали и камъни. В близост до брега на Кунашир се намира островчето Пико и скалата Моржовая.
Средната височина на прилива по бреговете е 1 m. През февруари и март в протока има множество плаващи ледове. Намира се в акваторията на Сахалинска област, бреговете му не са населени.
Протокът е наречен в чест на кораба „Екатерина“, с който през 1792 г. руска мисия е извършила плаване до бреговете на Япония.